# Équipe de Tchécoslovaquie de football à la Coupe du monde 1954
L'équipe de Tchécoslovaquie de football participe à sa troisième Coupe du monde lors de l'édition 1954 qui se tient en Suisse du 16 juin 1954 au 4 juillet 1954. Les Tchécoslovaques sont éliminés dès le premier tour et ne marquent aucun but (deux défaites en deux matchs).

## Phase qualificative
Dans ce groupe, 3 équipes d'Europe de l'Est se disputent l'unique billet pour le Mondial : la Tchécoslovaquie, la Roumanie et la Bulgarie. La Tchécoslovaquie finit invaincue et termine en tête du groupe, obtenant la qualification pour la Coupe du monde.
| Rang | Équipe          | Pts | J | G | N | P | Bp | Bc | Diff |  | Résultats (▼ dom., ► ext.) |     |     |     |
| ---- | --------------- | --- | - | - | - | - | -- | -- | ---- |  | -------------------------- | --- | --- | --- |
| 1    | Tchécoslovaquie | 7   | 4 | 3 | 1 | 0 | 5  | 1  | +4   |  | Tchécoslovaquie            |     | 2-0 | 0-0 |
| 2    | Roumanie        | 4   | 4 | 2 | 0 | 2 | 5  | 5  | 0    |  | Roumanie                   | 0-1 |     | 3-1 |
| 3    | Bulgarie        | 1   | 4 | 0 | 1 | 3 | 3  | 7  | -4   |  | Bulgarie                   | 1-2 | 1-2 |     |

| 14 juin 1953 | Tchécoslovaquie       | 2 - 0 | Roumanie | Stade de Strahov, Prague                       |                                                |
|              | Pažický 54e · Vlk 69e |       |          | Spectateurs : 50 000 Arbitrage : M. Polaretzki | Spectateurs : 50 000 Arbitrage : M. Polaretzki |
|              | détails               |       |          | Spectateurs : 50 000 Arbitrage : M. Polaretzki | Spectateurs : 50 000 Arbitrage : M. Polaretzki |

| 6 septembre 1953 | Bulgarie          | 1 - 2 | Tchécoslovaquie | Stade Vasil Levski, Sofia                        |                                                  |
|                  | Bojkov 55e (pen.) |       | Vlk 5e, 40e     | Spectateurs : 40 000 Arbitrage : M. Alexandrovic | Spectateurs : 40 000 Arbitrage : M. Alexandrovic |
|                  | détails           |       |                 | Spectateurs : 40 000 Arbitrage : M. Alexandrovic | Spectateurs : 40 000 Arbitrage : M. Alexandrovic |

| 25 octobre 1953 | Roumanie | 0 - 1 | Tchécoslovaquie     | Stade du 23 août, Bucarest                  |                                             |
|                 |          |       | Šafránek 38e (pen.) | Spectateurs : 90 000 Arbitrage : M. Schultz | Spectateurs : 90 000 Arbitrage : M. Schultz |
|                 | détails  |       |                     | Spectateurs : 90 000 Arbitrage : M. Schultz | Spectateurs : 90 000 Arbitrage : M. Schultz |

| 8 novembre 1953 | Tchécoslovaquie | 0 - 0 | Bulgarie | Tehelné Pole, Bratislava                             |
|                 |                 |       |          | Spectateurs : 30 000 Arbitrage : M. Chkhataraschwili |
|                 | détails         |       |          |                                                      |

## Phase finale

### Premier tour, poule 3
La Tchécoslovaquie est éliminée sans parvenir à inscrire le moindre but, battue dans son groupe par les deux têtes de série, l'Uruguay et l'Autriche.
| Classement final |                 |     |   |   |   |   |    |    |      |
|                  | Équipe          | Pts | J | G | N | P | BP | BC | Diff |
| 1                | Uruguay         | 4   | 2 | 2 | 0 | 0 | 9  | 0  | +9   |
| 1                | Autriche        | 4   | 2 | 2 | 0 | 0 | 6  | 0  | +6   |
| 3                | Tchécoslovaquie | 0   | 2 | 0 | 0 | 2 | 0  | 7  | -7   |
| 4                | Écosse          | 0   | 2 | 0 | 0 | 2 | 0  | 8  | -8   |

|         |          |   |   |                 |
| 16 juin | Autriche | 1 | 0 | Écosse          |
| 16 juin | Uruguay  | 2 | 0 | Tchécoslovaquie |
| 19 juin | Autriche | 5 | 0 | Tchécoslovaquie |
| 19 juin | Uruguay  | 7 | 0 | Écosse          |

| 16 juin 1954                      | Uruguay                     | 2 - 0 | Tchécoslovaquie | Stade du Wankdorf, Berne                      |                                               |
| 18:00 · Historique des rencontres | Míguez 72e · Schiaffino 81e |       |                 | Spectateurs : 20 500 Arbitrage : Arthur Ellis | Spectateurs : 20 500 Arbitrage : Arthur Ellis |
| 18:00 · Historique des rencontres | (Rapport)                   |       |                 | Spectateurs : 20 500 Arbitrage : Arthur Ellis | Spectateurs : 20 500 Arbitrage : Arthur Ellis |

| 19 juin 1954                      | Autriche                                | 5 - 0 | Tchécoslovaquie | Stade du Hardturm, Zurich                        |                                                  |
| 17:00 · Historique des rencontres | Stojaspal 3e, 70e · Probst 4e, 21e, 24e |       |                 | Spectateurs : 25 000 Arbitrage : Vasa Stefanović | Spectateurs : 25 000 Arbitrage : Vasa Stefanović |
| 17:00 · Historique des rencontres | (Rapport)                               |       |                 | Spectateurs : 25 000 Arbitrage : Vasa Stefanović | Spectateurs : 25 000 Arbitrage : Vasa Stefanović |

## Effectif
Karol Borhý est le sélectionneur de la Tchécoslovaquie durant la Coupe du monde.
| No. | Pos.      | Joueur             | Date de naissance et âge | Sélec. | Club                   |
| --- | --------- | ------------------ | ------------------------ | ------ | ---------------------- |
| 1   | Gardien   | Theodor Reimann    | 10 février 1921          | 4      | Slovan Bratislava      |
| 2   | Défenseur | František Šafránek | 2 janvier 1931           | 10     | ÚDA Prague             |
| 3   | Milieu    | Svatopluk Pluskal  | 28 octobre 1930          | 3      | ÚDA Prague             |
| 4   | Défenseur | Ladislav Novák     | 5 décembre 1931          | 11     | ÚDA Prague             |
| 5   | Défenseur | Jiří Trnka         | 2 décembre 1926          | 20     | ÚDA Prague             |
| 6   | Milieu    | Michal Benedikovič | 31 mai 1923              | 7      | Slovan Bratislava      |
| 7   | Attaquant | Ladislav Hlaváček  | 26 juin 1925             | 13     | ÚDA Prague             |
| 8   | Attaquant | Otto Hemele        | 22 janvier 1926          | 8      | ÚDA Prague             |
| 9   | Attaquant | Anton Malatinský   | 15 janvier 1920          | 10     | Baník Handlová         |
| 10  | Attaquant | Emil Pažický       | 14 octobre 1927          | 14     | Slovan Bratislava      |
| 11  | Attaquant | Jiří Pešek         | 4 juin 1927              | 4      | Spartak Praha Sokolovo |
| 12  | Défenseur | Anton Krásnohorský | 22 octobre 1925          | 9      | Iskra Žilina           |
| 13  | Milieu    | Jiří Hledík        | 19 avril 1929            | 3      | Křídla vlasti Olomouc  |
| 14  | Milieu    | Jan Hertl          | 23 janvier 1929          | 6      | ÚDA Prague             |
| 15  | Attaquant | Ladislav Kačáni    | 1er avril 1931           | 7      | CH Bratislava          |
| 16  | Milieu    | Zdeněk Procházka   | 12 janvier 1928          | 1      | Spartak Praha Sokolovo |
| 17  | Attaquant | Tadeáš Kraus       | 22 octobre 1932          | 5      | Křídla vlasti Olomouc  |
| 18  | Attaquant | Josef Majer        | 8 juin 1925              | 0      | Baník Kladno           |
| 19  | Attaquant | Jaroslav Košnar    | 17 août 1930             | 1      | CH Bratislava          |
| 20  | Attaquant | Kazimír Gajdoš     | 28 mars 1934             | 0      | Tatran Prešov          |
| 21  | Gardien   | Imrich Stacho      | 4 novembre 1931          | 6      | Tankista Praha         |
| 22  | Gardien   | Viliam Schrojf     | 2 août 1931              | 1      | Křídla vlasti Olomouc  |